# 餓狼 群狼之證
《餓狼 群狼之證》（又译作，在系列中简称「狼印」）是1999年SNK發售的一款2D對戰格鬥遊戲，為餓狼傳說系列在初代SNK時期最後一款對戰格鬥遊戲。
本作推出後睽違23年，第二代SNK（即原Playmore和SNK Playmore）在EVO 2022舞台活動上正式宣布新作開發專案，並公布最新作預告圖的短片，2023年8月6日配合EVO 2023正式命名為《餓狼傳說 群狼之城》，並於2025年4月24日發售。

## 故事簡介
南鎮的一代梟雄基斯·侯活(Geese Howard)死後10年的2005年，新一場KOF舉辦。基斯的兒子(Rock Howard)以及泰利參賽。

## 遊戲系統

### 遊戲系統
A: 輕拳 B: 輕脚 C: 重拳 D: 重脚
游戲有兩種氣槽，分別爲S Power和P Power。當達到S Power時，可以透過指令+輕攻擊(A或者B)使用超必殺技。而當達到P Power時，則可以透過指令+重攻擊(C+D)使用EX超必殺技。

### 街機劇情
跟街機模式一樣，但是當某些角色遇到跟自己有關係的角色，便會展開特定的對話。每個角色通關打敗凱恩（Kain）之後都有各自的結局，但是如果分數沒達到標準，玩家就不會遇到凱恩，也不會解鎖到結局。

## 登場角色

### 可選用角色
洛克・霍華德（ロック・ハワード，聲：竹本英史）
被特瑞收養的吉斯·霍华德遺孤。幼年時母親病逝，而對未救助母親的父親吉斯恨之入骨，但遺傳父親的格鬥天份。為了生計而開始街頭格鬥，雖是孩童卻未曾嚐過敗績，直至某次被当时还不知他身世的特瑞收养为止。在吉斯死後后和特瑞一起生活，并从特瑞处学到各种格斗技巧与做人的道理。對他而言，虽然对特瑞杀死自己的亲生父亲一事抱有复杂的情感，但依然认为特瑞是他亦师亦友的至亲之人。很多人（包括特瑞本人）认为他的实力已经和特瑞不相上下。为了尋求亡母的真相而參加「格鬥王大會」「特瑞。我們大鬧一番吧！」
在决战中，洛克遇到自己的舅舅卡恩，并惊愕的得知自己的母亲仍在人世的消息。为了寻找母亲的下落，他告别了特瑞，並加入組織與卡恩一起行动。
因天份原因，天生可以使用吉斯的诸多技能（烈风拳，斗气风暴，死亡咆哮等），但也从特瑞处习得了不少技能（倒跃踢，闪光冲拳等），已形成有自己特色的融合流派。
洛克的骨法技藝多從布魯瑪莉那裏學得，摩托技藝也相互切磋，視她為師傅和大姐姐，對瑪莉也有少許憧憬傾慕的情愫。
特瑞·博加德（テリー・ボガード，聲：橋本哲）
名響南鎮的傳說之狼。特瑞巧遇洛克後將他收養，後來知道他是吉斯之子仍視如己出，殺死吉斯後帶洛克一起離開回復和平的南鎮，展開漫無目的的旅程。旅途中，特瑞將自身一切武學全數教給洛克，並引導洛克成為正派人士。而現在送至特瑞身邊的,是睽違10年的格鬥大會「格鬥王大會」的邀請函。在吉斯已身亡的現在，到底為了什麼目的而舉辦大會呢？心存疑問的特瑞投身入其舞台，欲解開迷團。「我的拳可還沒生鏽吶！放膽攻過來吧！」
吉斯时代的南镇虽然黑暗，却有秩序。而由于特瑞将吉斯击败的缘故，南镇的黑帮分裂为大大小小的势力不断火拼，而因此导致人们的生活反倒变得比原来更加混乱。被卡恩指出这一点的特瑞对自己击败吉斯是否正确产生了迷惘。这时，路过的孩子们认出了他这个南镇的英雄，并充满崇拜的叫他一起打篮球。而特瑞也想通此事：「只要大家还在向往着正义，那就足够了！」
結局時洛克選擇加入卡恩的組織，特瑞認為洛克應該能分辨善惡、也到知道自己在追求什麼的階段，便不強力阻攔而與洛克告別。落寞的特瑞靠在籃球場牆邊靜思與洛克這數十年來的點點滴滴，此時瑪莉駕著重機來找特瑞，邀請特瑞上車後兩人一同離開。
格斗流派和以往作品一样，但由于年龄上升的缘故招式变得更加势大力沉。
金東煥（キム・ドンファン，聲：橋本潤）
金家藩的長子，表面上是個舉止輕浮態度傲慢的青年，和「正義」的父親還有跟父親一個模子刻出來的弟弟是天壤之別。實際上是個非常溫和善良的人，私底下對父親十分尊敬，參加這次KOF也是為了能在比賽中幫助弟弟。不過練功的時候還是會經常偷懶去泡妞，為此被父親和弟弟抓住而大發雷霆也是家常便飯。雖常常偷懶，但金東煥擁有天才級的格鬥天分，能夠將父親的跆拳道招式融會成自己的風格。弟弟金在勳也承认：「哥哥如果认真起来的话，实力在我之上」，因此他对哥哥光做表面功夫卻不肯認真練習跆拳道感到複雜。
格斗流派脱胎于父亲，但加入了自己的诸多改动，且可以在招式中打出金色的雷电。实际上也学会了父亲的绝技凤凰脚，但平时并不爱展露。
金在勳（キム・ジェイフン，聲：淺川博貴）
金家藩的次子，是個和父親一樣充滿正義感、個性正經八百的青年。與總是逃避練習，偷跑去泡妞的兄長截然相反，對他來說跆拳道的修行就如一日三餐般不可或缺，練習時比別人加倍的勤奮刻苦，用金東煥的話說「只是看看（弟弟的練習）就覺得（自己練）飽了」。正所謂功夫不負有心人，如今的金在勳連父親的絕技「鳳凰腳」都能使用自如，同時也接過父親那「將跆拳道推廣到全世界」的理想。參加這次KOF就是為實現這一理想而踏出的第一步。在金甲煥的道場裡，有自己的非官方後援會「南方在勳隊」。該團體只要是對赤腳跑步有自信的人皆可參加。在勳的勝利姿勢中出現拿著水壺的少女，也是該後援團體的一員。
格斗流派和父亲几乎一模一样，同时可以在某些招式中打出火焰。
雙葉螢（雙葉ほたる，聲：堀江ゆき）
和像朋友一樣的寵物貂「伊托卡茨」一起旅行的少女拳術家。旅行的目的是為了追尋母親死後便不知去向的父親和兄長的行蹤。沒明確證據證明牙刀是她的哥哥，牙刀本人也極力否認，但透過從未接觸牙刀的「伊托卡茨」對他的友好態度和自己的直覺堅持著這點，對於少女的堅持牙刀有時候也表現的似是而非。一直困惑於哥哥堅持到處修煉戰鬥的原因，有關母親的死與真兇是父親至整件事情的真相等，一切不知情。
使用柔派中国拳法和内劲作战，以弥补自己相对娇小的身躯带来的不利。
牙刀（聲：石井康嗣）
有著使看到他的人紛紛走避的凶惡眼神。性格非常冷酷，態度上常常鄙視其他人。實際是雙葉螢的親兄，為了不讓雙葉螢捲入危險也故意不認她且躲避，但經常暗中保護她，由於親生父親殺害母親，為報仇而一直鍛鍊自己。
使用刚派中国拳法作战。
B・珍妮特（B‧ジェニー，聲：齊藤レイ）
世界屬一屬二的財閥班恩家的獨生女。為了使自己有生存於世上的感覺，並想做些驚天動地的事，組成海盜集團「Lillien Knights」，在世界各地旅行並劫富濟貧。愛慕特瑞，而且她覺得北斗丸很可愛（但北斗丸本人拿她沒轍）。相反的，弗里曼（破壞過她的洋裝）和凱文（不喜歡警察），都是她受不了的人。
北斗丸（聲：竹內順子）
安迪‧柏格的弟子，使用不知火流忍術與骨法的少年，很怕不知火舞。由於自幼即生長在深山裡，所以對都市生活還不太習慣。某一天回到山林里发现师父安迪和不知火舞都消失，而桌子上只有一封参加King of Fighters的请帖。北斗丸为寻找师父的下落而参加比赛，但其實北斗丸參賽過程中安迪一直在暗處觀察。
北斗丸打敗卡恩後，北斗丸回到山裡的小屋，此時看到安迪留給他的一封信，內容為安迪恭喜北斗丸拿到格鬥大賽冠軍，也承認他是出色的格鬥家，沒東西可以教他，以後見面就不是師徒而是對手。
獅鷲假面（グリフォンマスク，聲：花田光）
帶著老鷹面罩的蒙面摔角手。誇稱出道以來從未戰敗，在小孩之間作为“英雄”的代表而人氣頗高，但是突然遭神秘人士襲擊而敗北。本来心灰意冷而萌生要退役的想法，偶然看到坚持进行康复训练的孩子，并被其感動。于是以此次敗戰為契機，開始進行兩年特訓，為確認自己特訓的成果，他參加格鬥大會「The King of Fighters」。
馬可·羅德里格斯（マルコ・ロドリゲス，聲：花田光）
馬可原是街頭混混，自以為打遍天下無敵手而跑到極限流道館鬧事，被極限流掌門坂崎良狠狠的教訓了一頓，自此他對坂崎良折服並拜在極限流門下。經過多年苦練後得到坂崎良真傳，實力也獲得坂崎良的認可，評價道「在他面前，百獸之王也要如同貓咪一般颤抖」，之後被任命為代理師父，管理極限流巴西分部。因為黑人天生的爆發力使馬可的空手道極具破壞力亦不乏敏捷，所以被稱為「黑色猛獸」，馬可决定參加這次KOF大會推廣極限流，另一方面證明自己是世界最強的格鬥家。
由于版权因素，美版里他的名字被改为Khushnood Butt，但二代中已回复和日版相同的Marco Rodriguez。
凱文・萊恩（ケビン・ライアン，聲：北澤洋）
隸屬SWAT的警官。與摯友的兒子馬奇一起尋找殺死馬奇父親的犯人。
一年多以前，他的好友被弗里曼所「吞噬」，唯一目擊者是好友的兒子馬奇，為了追捕兇手，凱文帶著馬奇四處奔波，最後參加這次KOF大會。但馬奇不太會詳細描述特徵，凱文掌握唯一線索是兇手有一頭披散的長髮，因此束髮的特瑞被凱文誤認為兇手。和布魯瑪麗（Blue Mary）是遠親，不過雙方彼此沒交集也不認識。
弗里曼（フリーマン，聲：矢野榮路）
紅色長髮遮掩著緊繃的面孔，黑色緊身裝包裹的軀體輕柔如影，看似纖瘦無力的四肢揮舞起來卻利如刀劍，在戰鬥中追逐著美與快樂。
在他二十幾年並不算長的人生裡，危險的貧民窟生活佔據了其中主要的部分，」只有時刻徘徊在死亡邊緣才能感受到生存的真實「則是他從那段生活中學到的唯一真理。
自己毫不掩飾身份，狂熱參與街頭爭鬥，追求生死之間一瞬的快感，這樣的生活方式在常人眼裡無異於一種自虐，在他而言卻是一份由心底而生的快樂。將殺人稱為「吞噬」，曾犯下無數的殺人案件，其中一個犧牲者是凱文的好友，也是馬奇的父親（馬奇是目擊者，凱文在瑪奇告知前不知殺人犯的身分）。
正如他爱好的音乐，他的招式名称基本上都和金属摇滚有关。

### BOSS角色
葛蘭特（グラント，聲：北澤洋）
本名是「亞伯・卡麥隆」。與住在第二南鎮貧民窟的卡恩是死黨。兩人在彼此都是孤兒的時候認識，是一同寢食與互相幫助的好友。
有一天，亞伯和卡恩目擊和自己同年齡的孩子被不良少年殺害。兩人將死去的孩子埋葬之後，卡恩對亞伯說「我不想庸庸碌碌地死在這裡。總有一天我要走出去將一切得到手」，亞伯認同卡恩想法並立誓要幫助卡恩。卡恩被東‧巴巴斯收留後亞伯成為卡恩的左右手。而亞伯做事非常完美，使得卡恩在組織中的實力愈來愈強大。
但是，卡恩遭到組織中其中一名幹部的嫉妒而遭槍擊，这一枪被及时赶到的亚伯挡下。雖然亚伯留住了性命，但是子彈取不出來，卡在亞伯的心臟附近，當子彈到達心臟時，也就是亞伯辭世之時，照估計還有四年。
自知壽命有限的亞伯化名「葛蘭特」，決定將自己最後餘生完全奉獻給卡恩，強烈的行事風格與強悍的實力讓葛蘭特三個字成為「破滅的象徵」「魔人」等令人畏懼的代名詞。現在的葛蘭特是一名身高201公分，體重105公斤的壯碩巨漢。赤裸的上半身加上紅色長褲，並披著大披風，戴著面具。自稱「力量的殉教者」
卡恩・R・海萊因（カイン・R・ハインライン，聲：橋本潤）
生於第二南鎮的貧民街中最窮困的地方。雙親亡故，唯一親人是姊姊。姊姊的名字是梅雅莉，後來成為吉斯‧霍華德的妻子，並產有一子洛克‧霍華德。與卡恩對戰前會出現梅雅莉的肖像。
19年前，卡恩還住在第二南鎮的貧民區時與「亞伯・卡麥隆」，兩人彼此結為好友。
有一天，亞伯和卡恩目擊和自己同年代的孩子被不良少年殺害。兩人將死去的孩子埋葬之後，卡恩對亞伯說「我不想庸庸碌碌地死在這裡。總有一天我要走出去將一切得到手」，並且邀亞伯與他一起奮鬥。後來在八歲時，在街頭格鬥中吸引了Family（秘密結社）的東‧巴巴斯的目光，被東‧巴巴斯延攬成為Family的一員。之後卡恩憑自身才幹鬥垮了東，登上了組織首領的寶座。成為首領的卡恩以純白西裝為裝扮，與傳統黑幫使用的黑色西裝有別。
成為一方之霸後卡恩有遠大的理想與目標。他希望在人人都有生存目標的情況下讓第二南鎮獨立化，創造一個以力服人的強者世界。他領悟到唯有透過汰弱留強的爭鬥才是人類進步的真理。

## 外部連結
- 系列官方網站 （页面存档备份，存于）（日語）